# Emil Ochyra
Emil Antoni Ochyra (Rozbórz, 12 de julio de 1936-Varsovia, 26 de mayo de 1980) fue un deportista polaco que compitió en esgrima, especialista en la modalidad de sable.
Participó en tres Juegos Olímpicos de Verano entre los años 1960 y 1968, obteniendo dos medallas, plata en Roma 1960 y bronce en Tokio 1964. Ganó cinco medallas en el Campeonato Mundial de Esgrima entre los años 1959 y 1963.

## Palmarés internacional
| Juegos Olímpicos   | Juegos Olímpicos         | Juegos Olímpicos  | Juegos Olímpicos  |
| Año                | Lugar                    | Medalla           | Prueba            |
| ------------------ | ------------------------ | ----------------- | ----------------- |
| 1960               | Roma (Italia)            | Medalla de plata  | Sable por equipos |
| 1964               | Tokio (Japón)            | Medalla de bronce | Sable por equipos |
| Campeonato Mundial |                          |                   |                   |
| Año                | Lugar                    | Medalla           | Prueba            |
| 1959               | Budapest (Hungría)       | Medalla de oro    | Sable por equipos |
| 1961               | Turín (Italia)           | Medalla de oro    | Sable por equipos |
| 1961               | Turín (Italia)           | Medalla de plata  | Sable individual  |
| 1962               | Buenos Aires (Argentina) | Medalla de oro    | Sable por equipos |
| 1963               | Danzig (Polonia)         | Medalla de oro    | Sable por equipos |